# Église Saint-Germain d'Alizay
Pour les articles homonymes, voir Saint-Germain et Germain.
L'église Saint-Germain est située à Alizay, dans l'Eure. Construite à partir du XIIe siècle, elle est partiellement inscrite au titre des monuments historiques,.

## Protection
Le clocher est inscrit au titre des monuments historiques le 17 avril 1926,.

## Galerie

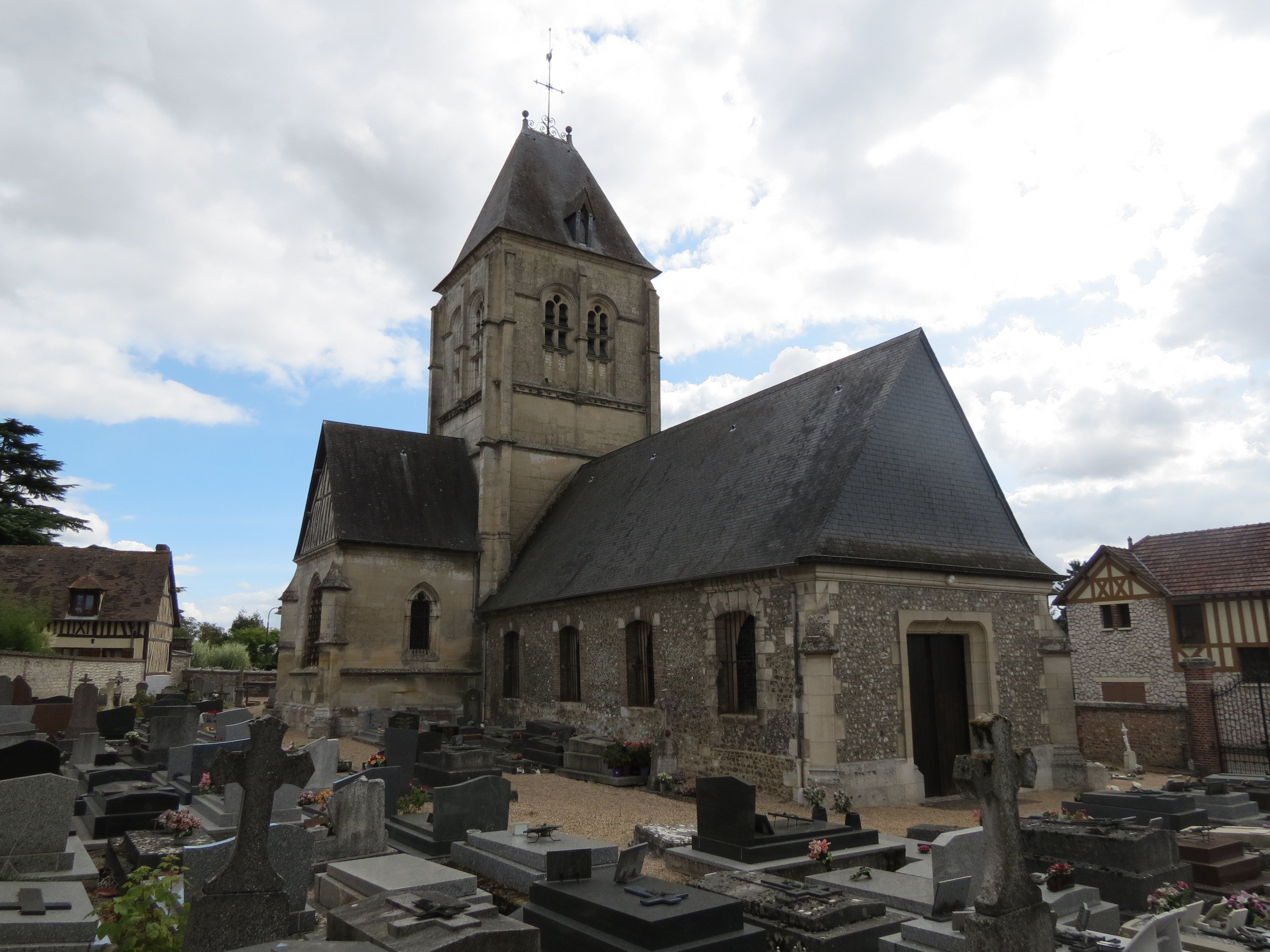
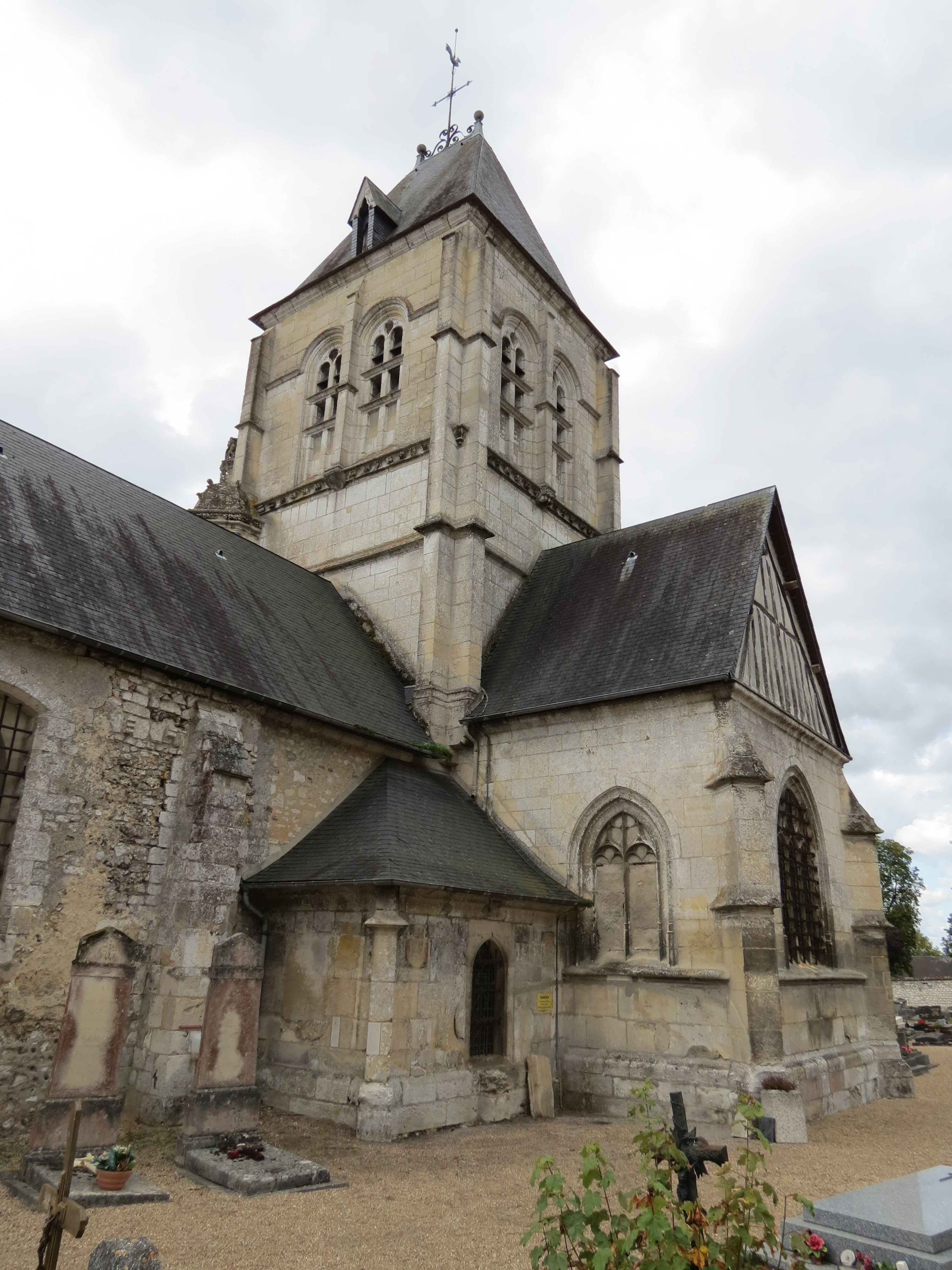
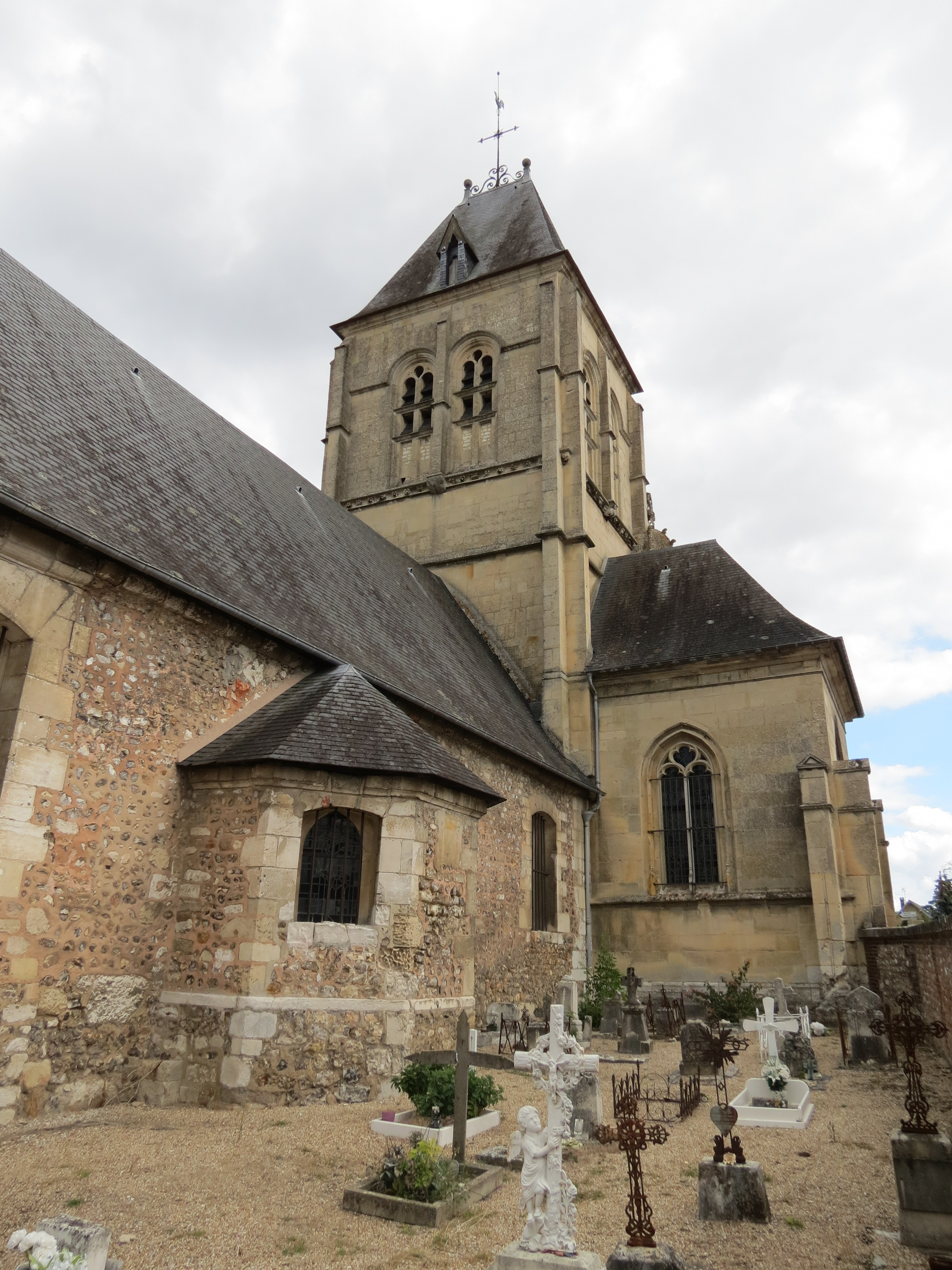